# Jonas Aden
Jonas Engelschiøn Mjåset (Asker, 8 september 1996), beter bekend als Jonas Aden of Aden Foyer, is een Noors EDM-producer en dj, afkomstig uit Oslo.

## Loopbaan
Jonas Aden begon op vrij jonge leeftijd met pianospelen. Hij genoot ervan, maar niet zoveel als hij dacht dat hij zou doen. Hij wilde grotere stukken kunnen componeren. Hij begon uiteindelijk rond te dwalen in de studio van zijn vriend toen hij 12 was en begon serieuzer te worden met produceren toen hij 15 was.
In de tweede helft van 2015 bracht Jonas Aden onofficiële remixes uit van hits als 'Lean On', 'Heads Will Roll' en 'Secrets'.
In het najaar van 2015 bracht Jonas Aden, in samenwerking met Robby East, zijn eerste officiële single 'Fall Under Skies' uit via Oliver Heldens' platenlabel Heldeep. Dit nummer werd in een paar weken vervolgens een miljoen keer gestreamd op SoundCloud en piekte op plek 22 in de Beatport House Charts. De opvolger 'Temple' werd uitgebracht op Don Diablo's label Hexagon in het voorjaar van 2016, waarna het eveneens de top 40 van de Beatport House Charts bereikte. In 2018 en 2019 werd Jonas Aden een herkenbare elektronische dansmuziekproducent door zijn bekende nummers 'Your Melody' met Mesto, 'I Don't Speak French (Adieu)', 'Riot' met Brooks, 'Tell Me A Lie' en 'I dip you dip'. Hij is meer dan 10 miljoen keer gestreamd op Spotify.

## Discografie

### Singles
| Artiest(en)             | Titel                        | Platenlabel                | Genre        | Uitgebracht      |
| ----------------------- | ---------------------------- | -------------------------- | ------------ | ---------------- |
| Jonas Aden              | What You Want                | Future House Music         | House        | 28 juli 2015     |
| Jonas Aden & Robby East | Fall Under Skies             | Heldeep Records (Spinnin') | House        | 23 november 2015 |
| Jonas Aden              | Temple                       | HEXAGON (Spinnin')         | House        | 11 januari 2016  |
| Jonas Aden              | Young God                    | Future House Music         | House        | 23 maart 2016    |
| Jonas Aden              | Feel My Soul                 | SPRS (Spinnin')            | House        | 5 september 2016 |
| Jonas Aden & Brooks     | Take Me Away                 | HEXAGON                    | House        | 21 oktober 2016  |
| Jonas Aden vs. Kings    | Breathe                      | Spinnin' Premium           | House        | 4 november 2016  |
| Jonas Aden              | David & Goliath              | Spinnin' CFM               | House        | 21 april 2017    |
| Jonas Aden              | I Dip you Dip                | HEXAGON                    | Future house | 26 oktober 2018  |
| Jonas Aden              | Meet You                     | HEXAGON                    | Future house | 25 januari 2019  |
| Jonas Aden & ELS        | Blackbird                    | Future House Music         | Future house | 1 februari 2019  |
| Jonas Aden & RebMoe     | I Don't Speak French (Adieu) | Musical Freedom            | Future house | 19 april 2019    |
| Jonas Aden, RebMoe      | I Don't Speak French (Adieu) | Musical Freedom            | House        | 29 mei 2019      |
| Jonas Aden, Mesto       | Your Melody                  | Musical Freedom            | House        | 21 juni 2019     |
| Jonas Aden              | Tell Me a Lie                | Musical Freedom (Spinnin') | House        | 4 oktober 2019   |
| Jonas Aden, Brooks      | Riot                         | STMPD RCRDS                | Future house | 30 augustus 2019 |

### Remixen
| Artiest(en)                   | Titel                      | Remixer(s)               |
| ----------------------------- | -------------------------- | ------------------------ |
| Tiësto & KSHMR                | Secrets                    | Jonas Aden               |
| Major Lazer & DJ Snake ft. MØ | Lean On                    | Jonas Aden               |
| Yeah Yeah Yeahs vs. A-Trak    | Heads Will Roll            | Jonas Aden               |
| Rihanna                       | Bitch Better Have My Money | DJ Sub Zero & Jonas Aden |
| Tiësto & Don Diablo           | Chemicals                  | Jonas Aden               |
| Mike Posner, SeeB             | I Took A Pill In Ibiza     | Jonas Aden               |
| Justin Timberlake             | Can't Stop The Feeling     | Jonas Aden               |
| Zedd, Katy Perry              | 365                        | Jonas Aden               |
| Tiësto, Rita Ora              | Ritual                     | Jonas Aden               |